# 양성자 붕괴

조자이-글래쇼 모형에서 입자의 약한 아이소스핀, 약한 초전하, 색전하의 패턴. 이 패턴에서 업쿼크 2개와 다운쿼크 2개로 이루어진 양성자는 -4/3 전하의 X보손을 통해 업쿼크와 반업쿼크, 양전자로 이루어진 파이 중간자로 붕괴된다.

입자물리학에서 양성자 붕괴(Proton decay)는 양성자가 파이온, 양전자와 같은 아원자 입자로 핵붕괴한다는 가설이다. 양성자 붕괴가 일어난다는 실험적 증거는 없다.
표준 모형에서는 중입자 유형의 양성자는 이론적으로 중입자수가 보존되기 때문에(키랄 이상과 같은 상태 제외) 붕괴하지 않고 안정하다. 따라서, 표준 모형 하에 양성자는 가장 가벼운 중입자이자 에너지가 가장 작은 중입자이기 때문에 붕괴하지 않을 것이다.
몇몇 표준 모형 이후의 대통일 이론에서는 명시적으로 중입자수 보존이 깨져 힉스 보손, 자기 홀극, X보손 등을 통해 양성자가 붕괴할 것이라고 예측하고 있다. 양성자 붕괴는 다양하게 제안된 대통일 이론에서 몇 가지 관측 가능한 예상되는 결과 중 하나이다. 현재까지 이러한 붕괴를 관측하려는 시도는 모두 실패했다.

## 중입자 생성
현재 물리학의 가장 중요한 문제 중 하나는 우주에서 물질이 반물질보다 우세하다는 것이다. 우주 전체적으로 양의 중입자수가 더욱 많아 보인다. 이것은 문제가 존재한다. 물리우주론에서 오늘날 우리가 볼 수 있는 입자를 같은 물리학을 통해서 생성시킬 경우 일반적으로 물질과 반물질이 같이 생성되어 전체 중입자수는 0이 되어야 한다. 이 문제로 인해 특정 조건에서 반물질과는 대조적으로 물질 생성이 선호되는 대칭성 깨짐 현상에 대해 많은 메커니즘이 제안되었다. 이러한 불균형은 빅뱅 후 두 번째로 작은 입자가 약 1대 100억(1010)의 매우 적은 차이가 생겨나 물질과 반물질이 서로 없어진 이후 현재 우주에는 모두 많은 보손 및 바리온 입자가 남게 되었다. 그러나, 페르미 국립 가속기 연구소의 실험에 따르면 불균형은 이전에 가정했던 것 보다 훨씬 많을 것으로 예측하고 있다. 입자 충돌에 관련한 일련의 실험에서 생성된 물질의 양이 반물질의 양보다 1%정도 더 많은 것으로 측정되었다. 이런 이유는 아직 알 수 없다.
대부분의 대통일 이론에서는 중입자수가 명시적으로 깨져 나타나는 매우 거대한 X보손(X)이나 힉스 보손(H0)이 매개하는 반응으로 인해 나타난다는 형식으로 이러한 불균형의 차이를 설명한다. 이러한 붕괴가 발생하는 비율은 중간 X보손과 힉스 보손 입자의 질량에 크게 영향을 받기 때문에 이러한 영향을 가정하여 현재 관측되는 거의 대다수의 중입자로 최대 질량을 계산할 경우 오늘날 물질의 비율을 설명하기에는 너무나 작은 비율이다. 이러한 추정치는 대량의 물질이 아주 가끔 자연적으로 양성자 붕괴를 할 것으로 예측되고 있다.

## 실험적 증거
양성자 붕괴는 자기 홀극과 함께 대통일 이론에서 예측되었지만 관측되지 않은 효과 중 하나이다. 둘 모두 1980년대 초반부터 실험물리학의 주요한 과제가 되었다. 양성자 붕괴는 실험물리학에서 매우 흥미로운 분야였다. 현재까지 이러한 현상을 발견하려는 시도는 모두 실패했다. 최근 2012년에 이루어진 일본의 슈퍼 카미오칸데 물 체렌코프 효과 검출기 실험에서 수 년간 관찰했음에도 양성자 붕괴가 관측되지 않았다. 양성자의 반감기는 90%의 신뢰도로 뮤온으로의 붕괴에 대해서는 6.6×1033년 이상이며 양전자로의 붕괴에 대해서는 8.2×1033년 이상이라고 계산됐다. 이후, 잠정적인 연구 결과에서는 반감기의 하계가 1.29×1034년으로 추정하고 있다.

## 이론적 유도
양성자 붕괴는 관측 증거 부족에도 불구하고 조자이-글래쇼 모형 등 일부 대통일 이론에서는 반드시 필요한 가정이다. 이러한 일부 이론에 따르면, 양성자의 반감기는 1036년이며 붕괴하여 양전자와 파이온이 되고 파이온은 곧바로 감마선 광자 2개로 붕괴하게 된다.
| p+ | → | e+ | + | π0 |
| π0 | → | 2γ |   |    |
이후 양전자는 렙톤이기 때문에 양성자가 붕괴하면서 대부분의 대통일 이론에서 보존되는 B - L수를 보존하게 된다.
이 외에도 양성자는 대통일 이론에서 예측한 자기 홀극의 촉매 작용을 통해 추가적인 붕괴 과정이 가능하다(예: p+ → μ+ + π0) 이 과정은 아직 실험적으로 관측되진 않았지만, 향후 메가톤 규모의 매우 큰 감지기에서 실험적인 테스트가 가능한 영역에 있다. 이러한 검출기의 대표적인 예로는 2014년 구동 시작할 하이퍼 카미오칸데가 있다.
조자이-글래쇼 모형과 같은 초기 대통일 이론에서 양성자의 반감기는 최소 1031년이라는 가정이 일관되었다. 이후 1990년대 추가 계산 및 실험을 통해 양성자의 반감기는 1032년 미만임이 명확히 되었다.
이러한 현상은 "양성자 붕괴"라고 칭하지만, 이 효과는 원자핵 내부에 있는 중성자에서도 볼 수 있다. 원자핵에 속해 있지 않은 자유 중성자는 이미 양성자로 붕괴하면서 전자와 중성미자를 방출한다는 베타 붕괴 현상이 알려져 있다. 자유 중성자는 약한 상호작용의 영향으로 반감기가 약 10분(613.9±0.8초)이다. 핵 내부에 결합되어 있는 중성자는 양성자와 비견될 정도의 반감기를 가지고 있다.

## 붕괴 연산자

### 6차원 크기 양성자 붕괴 연산자
6차원 크기 양성자 붕괴 연산자는 Λ가 표준 모형의 차단 스케일일 때 {\displaystyle {\frac {qqql}{\Lambda ^{2}}}}, {\displaystyle {\frac {d^{c}u^{c}u^{c}e^{c}}{\Lambda ^{2}}}}, {\displaystyle {\frac {{\overline {e^{c}}}{\overline {u^{c}}}qq}{\Lambda ^{2}}}}, {\displaystyle {\frac {{\overline {d^{c}}}{\overline {u^{c}}}ql}{\Lambda ^{2}}}}이다. 이 연산자 모두 중입자수(B)와 렙톤수(L)를 보존하지 않지만, B - L수는 보존한다.
대통일 이론에서, 질량 ΛGUT에서 X보손의 교환 작용은 {\displaystyle {\frac {1}{\Lambda _{GUT}^{2}}}}에 의해 2개 연산자를 유도시킬 수 있다. 질량 M의 힉스 보손 3중교환은 1/M2에 의해 모든 연산자를 유도시킬 수 있다. 이중-삼중 분열 문제를 참고하라.

양성자 붕괴도. 이 그래프는 X보손과 힉스 보손을 나타내고 있다.
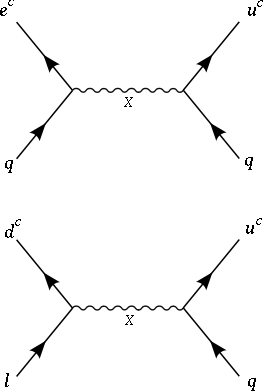
SU(5) 대통일 이론에서 X보손 (3,2) −5⁄6가 매개하는 6차원 크기 양성자 붕괴
SU(5) 대통일 이론에서 X보손 (3,2) 1⁄6가 매개하는 6차원 크기 양성자 붕괴
SU(5) 대통일 이론에서 3중 힉스 보손 (3,1)
−1⁄3과 반3중 힉스 보손 T (3,1)
1⁄3이 매개하는 6차원 크기 양성자 붕괴

### 5차원 크기 양성자 붕괴 연산자
초대칭을 확장시켜(최소 초대칭 표준 모형 등) 질량 M인 3중렙톤간의 교환으로 페르미온 2개와 스페르미온 3개를 포함하는 5차원 크기 양성자 붕괴 연산자를 가질 수 있다. 그리고 스페르미온은 게이지노, 힉시노, 그래비티노와 교환하여 페르미온 2개를 방출할 것이다. 이 전체 작용의 파인먼 도형은 루프하는 고리 모양이다(강한 상호작용 물리 현상을 통한 추가 작용) 이 붕괴 속도는 MSUSY이 초대칭짝의 질량 규모라 할 때 {\displaystyle {\frac {1}{MM_{SUSY}}}}라고 할 수 있다.

### 4차원 크기 양성자 붕괴 연산자

R 반전성이 없을 때, 표준 모형의 초대칭 확장은 스칼라 아래 쿼크의 질량의 역제곱으로 연산자 증가를 작용시킬 수 있다. 이를 통한 4차원 크기 양성자 붕괴 연산자는
ql~dc와 ucdc~dc이다.
양성자 붕괴 속도는 매우 작게 연결되어 있지 않을 때 매우 빠르게 나타나는 {\displaystyle {\frac {1}{M_{SUSY}^{2}}}}만 작용한다.

## 같이 보기
- 가상 블랙홀
- 약한 초전하
- B-L
- X와 Y보손

## 추가 자료
- C. Amsler et al. (Particle Data Group) (2008). “Review of Particle Physics – N Baryons” (PDF). 《Physics Letters B》 667: 1. Bibcode:2008PhLB..667....1P. doi:10.1016/j.physletb.2008.07.018.
- K. Hagiwara et al. (Particle Data Group) (2002). “Review of Particle Physics – N Baryons” (PDF). 《Physical Review D》 66: 010001. Bibcode:2002PhRvD..66a0001H. doi:10.1103/PhysRevD.66.010001.
- F. Adams, G. Laughlin. 《The Five Ages of the Universe : Inside the Physics of Eternity》. ISBN 978-0-684-86576-8.
- L.M. Krauss (2001). 《Atom : An Odyssey from the Big Bang to Life on Earth》. ISBN 0-316-49946-3.
- D.-D. Wu, T.-Z. Li. “Proton decay, annihilation or fusion?”. 《Zeitschrift für Physik C》 27 (2): 321–323. Bibcode:1985ZPhyC..27..321W. doi:10.1007/BF01556623.
- P. Nath, P. Fileviez Perez (2007). “Proton stability in grand unified theories, in strings and in branes”. 《Physics Reports》 441 (5-6): 191–317. arXiv:hep-ph/0601023. Bibcode:2007PhR...441..191N. doi:10.1016/j.physrep.2007.02.010.